# 413

## Decese
- dată necunoscută: Gwanggaeto cel Mare de Goguryeo  (n. 374)